# Рока д'Арацо
Ро̀ка д'Ара̀цо (на италиански: Rocca d'Arazzo; на пиемонтски: la Roca d'Arass, ла Рока д'Арас) е село и община в Северна Италия, провинция Асти, регион Пиемонт. Разположено е на 195 m надморска височина. Населението на общината е 954 души (към 2010 г.).